# 富田常次郎
富田 常次郎（とみた つねじろう、1865年3月22日（慶応元年2月25日） - 1937年1月13日）は、日本の柔道家（講道館7段・大日本武徳会柔道範士）。旧姓：山田。
青年期より講道館創始者の嘉納治五郎と寝食を共にし、同館で最初の入門者・初段位取得者となって“講道館四天王”の1人に数えられた。後に米国で指導を行うなど柔道の国際的普及にも尽力し、その多大な功績から“講道館柔道殿堂”にも選ばれている。

## 経歴
1865年、伊豆国君沢郡久連村（現・静岡県沼津市）の山田家に生まれる。
明治維新後、嘉納治五郎の父・治郎作（希芝）が海軍省の艦材課長を務めていた頃、御用材の伐採の為に年2,3回天城山を訪れた折に伐採従事者のため韮山に設けられた病院でしばしば休憩・食事をしており、この病院長夫人の弟である常次郎と知り合った。治郎作は当時14歳で利発な常次郎にその才を見出して「どうじゃ、わしの倅（治五郎）と東京で一緒に勉強しないか」と誘い、これを受けた常次郎は上京して嘉納家の書生となった。
治五郎は1882年6月、下谷の永昌寺境内に僅か12畳の仮道場を設けて常次郎と2人で稽古を始め、その年の内に樋口誠康、有馬純文、牛島辰吉、松岡寅男麿、有馬純臣、志田四郎、中嶋源二郎、川合慶次郎の8人が入門。1883年8月には志田と共に講道館で最初の初段位を許された。1884年に作成された『講道館修行者誓文帳』ではその筆頭に常次郎の名があり、「静岡県伊豆国伊沢郡久連村38番地、山田半七弟、平民常次郎、17年6ヶ月」と記されている（常次郎は当時19歳であったが、2年遡って作成されたため“17”と記されている）。同じ頃、治五郎は東京帝国大学を卒えて学習院の教師を任ぜられ、永昌寺の一室を間借りして東京帝大や学習院の学生の何人かを預かる事となり、当時17歳の常次郎は勉学に励む傍ら治五郎の書生として身の回りの世話をこなした。その後、常次郎は伊豆の回船問屋であった富田家の養子となり、以後は富田姓を名乗った。
| 段位 | 年月日        | 年齢 |
| ---- | ------------- | ---- |
| 入門 | 1882年6月5日  | 17歳 |
| 初段 | 1883年8月     | 18歳 |
| 2段  | 1883年11月    | 18歳 |
| 4段  | 1885年9月     | 20歳 |
| 5段  | 1888年2月     | 23歳 |
| 6段  | 1904年8月9日  | 39歳 |
| 7段  | 1927年11月4日 | 62歳 |

3段位を飛ばして1885年9月に4段、1888年2月には講道館初の5段位を允許。
一方、1887年より郷里の伊豆学校（現・県立韮山高校）で柔道指導を行って講道館韮山分場を築き、その後1891年3月から1904年11月までの永きに渡り学習院にて柔道教師を務めた。1891年4月、学習院を明治天皇が訪問した際に、富田は明治天皇と共に教え子達を観覧する光栄に浴している。柔術各派との対決時代、富田は同じく講道館の高弟であった西郷四郎、山下義韶、横山作次郎と共に“講道館四天王”と称され、西郷の追放後は嘉納塾（成年塾）の舎監に。また、巴投を得意として大日本武徳会が主宰する武徳祭大会にも出場していた。
1904年11月、当時6段位の富田は前田光世4段らと共に米国セオドア・ルーズベルト大統領の招聘で柔道使節として渡米し、翌1905年1月より同国での柔道普及活動に努めた。シアトルを中心に北米地区での7年間の柔道指導を経て、帰国後は赤坂溜池に日本で初めての体育クラブとなる東京体育クラブを創設し、柔道のほかボクシング、ウェイトリフティング、射撃の道場を設置。同倶楽部は永岡秀一を柔道師範に迎えて斯道の普及・振興に貢献したが、1923年の関東大震災で焼失し、その後再建される事はなかった。
この間、1905年に大日本武徳会の柔道教士号を、1927年には講道館より7段位と大日本武徳会より柔道範士号をそれぞれ拝受している。
晩年は東京市麹町区の永田町に居を構え後進の指導に当たったが、1937年1月に病気のため死去した。享年72。富田の骨は現在も東京都下谷の信行寺に眠る。
かつて東京体育クラブで柔道指導の助手を務め戦後に講道館道場幹事長となった子安正男（のち講道館9段）は、「柔道の技量では西郷、山下、横山に一歩も二歩も譲ったが、人格識見とも優れ、嘉納師範の好伴侶として講道館柔道の発展に最も寄与したのが富田先生」「講道館四天王と言っても本当の子飼いは富田先生ただ一人で、柔道家タイプというより寧ろ学者肌の人で、柔道も一流に達したが頭もよく勉強されたそうで…（以下、略）」と述べていた。
なお、小説『姿三四郎』の作者として有名な富田常雄は次男にあたる。

## モデルとしたフィクション
小説
- 姿三四郎 - 富田常雄の小説ならび、それを原作とする映像作品

富田をモデルにした戸田雄次郎が登場する
映画
- 柔道一代 - 富田をモデルにした戸田常次郎が登場する

ドラマ
- 柔道一代 (テレビドラマ) （1962年 - 1964年、TBS） - 富田をモデルにした宮田源次郎が登場する（演：黒丸良）